# Cuilco
Cuilco («San Andrés»: en honor a su santo patrono Andrés Apóstol; «Cuilco»: significa «lugar en donde se ha escrito»; «lugar de escritores») es un municipio del departamento de Huehuetenango ubicado en la región nor-occidente de la República de Guatemala. Conocida también por sus habitantes como «𝘓𝘢 𝘗𝘦𝘳𝘭𝘢 𝘌𝘴𝘤𝘰𝘯𝘥𝘪𝘥𝘢» debido a su ubicación geográfica montañosa. Es considerada uno de los pueblos más visitados de Huehuetenango.Con una población aproximada de 67,000 habitantes según el censo de 2018.
Durante la época colonial fue el convento y doctrina de «San Andrés Cuilco» a cargo de los frailes mercedarios, y cuando estos tuvieron que entregar sus doctrinas al clero secular en 1754, pasó a ser uno de los once curatos de la provincia y Alcaldía Mayor de Totonicapam, que en 1770 fue visitada por el arzobispo Pedro Cortés y Larraz quien realizó su visita pastoral en esos años.
Luego de la Independencia de Centroamérica en 1821, Cuilco fue uno de los municipios originales del Estado de Guatemala en 1825; era parte del departamento de Totonicapán/Huehuetenango, cuya cabecera era Totonicapam; ahora bien, a partir del 3 de abril de 1838 Cuilco fue parte de la región que los criollos liberales establecieron como el Estado de Los Altos, hasta que este fue reintegrado a la fuerza por el general conservador mestizo Rafael Carrera en 1840.
Su frontera con México fue establecida en 1896, tras el Tratado Herrera-Mariscal que suscribiera el presidente Justo Rufino Barrios en 1882 con el gobierno de México, y por medio del cual el gobierno guatemalteco renunció definitivamente a sus reclamos sobre el territorio de Soconusco y Guatemala perdió cerca de 10,300 km, catorce pueblos, diecinueve aldeas y cincuenta y cuatro rancherías, mientras que México perdió solamente un pueblo y veintiocho rancherías.  Fue tan nefasto el convenio para Guatemala, que el informe del director de la Comisión de Límites, el ingeniero Claudio Urrutia, fue confiscado por el gobierno del presidente Manuel Estrada Cabrera cuando se hizo público en 1900, y luego por el gobierno del licenciado Julio César Méndez Montenegro cuando se reimprimió en 1968.

## Toponimia
Existen varias versiones sobre el origen del topónimo «Cuilco», aunque las tres versiones más aceptadas son:
1. Una dice que proviene de los términos Co que significa "en" y cuil” que significa "pintado y escrito", y «En lo pintado».
2. Otra versión dice que significa «lugar sobre el que se ha escrito o pintado».
3. Y la última versión dice que proviene de los términos Kuilo que significa "pintor o escribiente" y Co que significa "lugar de", y quieren decir «lugar de pintores o escribientes».[cita requerida]

## Demografía
El municipio tiene, en 2022, una población aproximada de 67 297 habitantes según el censo de población del año 2018 con una densidad de 114 personas por kilómetro cuadrado. Existe una población ladina equivalente al 80% y el 20% perteneciente a la etnia mam en su mayoría.

## Geografía física
El municipio de Cuilco tiene una extensión territorial de 592 km².

### Clima
La cabecera municipal de Cuilco tiene clima tropical (Clasificación de Köppen: Am).
| Parámetros climáticos promedio de Cuilco | Parámetros climáticos promedio de Cuilco | Parámetros climáticos promedio de Cuilco | Parámetros climáticos promedio de Cuilco | Parámetros climáticos promedio de Cuilco | Parámetros climáticos promedio de Cuilco | Parámetros climáticos promedio de Cuilco | Parámetros climáticos promedio de Cuilco | Parámetros climáticos promedio de Cuilco | Parámetros climáticos promedio de Cuilco | Parámetros climáticos promedio de Cuilco | Parámetros climáticos promedio de Cuilco | Parámetros climáticos promedio de Cuilco | Parámetros climáticos promedio de Cuilco |
| Mes                                      | Ene.                                     | Feb.                                     | Mar.                                     | Abr.                                     | May.                                     | Jun.                                     | Jul.                                     | Ago.                                     | Sep.                                     | Oct.                                     | Nov.                                     | Dic.                                     | Anual                                    |
| ---------------------------------------- | ---------------------------------------- | ---------------------------------------- | ---------------------------------------- | ---------------------------------------- | ---------------------------------------- | ---------------------------------------- | ---------------------------------------- | ---------------------------------------- | ---------------------------------------- | ---------------------------------------- | ---------------------------------------- | ---------------------------------------- | ---------------------------------------- |
| Temp. máx. media (°C)                    | 27.3                                     | 28.0                                     | 29.4                                     | 30.2                                     | 29.6                                     | 28.3                                     | 28.0                                     | 28.2                                     | 27.5                                     | 27.2                                     | 27.0                                     | 26.9                                     | 28.1                                     |
| Temp. media (°C)                         | 20.1                                     | 20.6                                     | 21.7                                     | 22.8                                     | 22.8                                     | 22.4                                     | 22.0                                     | 22.0                                     | 21.8                                     | 21.6                                     | 20.7                                     | 20.1                                     | 21.6                                     |
| Temp. mín. media (°C)                    | 12.9                                     | 13.2                                     | 14.1                                     | 15.5                                     | 16.0                                     | 16.5                                     | 16.0                                     | 15.9                                     | 16.2                                     | 16.0                                     | 14.5                                     | 13.4                                     | 15                                       |
| Precipitación total (mm)                 | 34                                       | 23                                       | 37                                       | 87                                       | 221                                      | 430                                      | 334                                      | 319                                      | 447                                      | 313                                      | 101                                      | 44                                       | 2390                                     |
| Fuente: Climate-Data.org                 |                                          |                                          |                                          |                                          |                                          |                                          |                                          |                                          |                                          |                                          |                                          |                                          |                                          |

### Ubicación geográfica
Cuilco está en el departamento de Huehuetenango, y se encuentra a una distancia de 76 km de la cabecera departamental.  Sus colindancias son:
- Norte: La Libertad, municipio del departamento de Huehuetenango
- Sur: 
  - Tectitán, municipio del departamento de Huehuetenango
  - Tacaná, San José Ojetenam y Concepción Tutuapa, municipios del departamento de San Marcos[10]
- Este: San Ildefonso Ixtahuacán, municipio del departamento de Huehuetenango
- Oeste: Chiapas, estado de México

|                       | Norte: La Libertad                                        |                                |
| Oeste: México Chiapas |                                                           | Este: San Ildefonso Ixtahuacán |
|                       | Sur: Tectitán Tacaná San José Ojetenam Concepción Tutuapa |                                |

## Gobierno municipal
Los municipios se encuentran regulados en diversas leyes de la República, que establecen su forma de organización, lo relativo a la conformación de sus órganos administrativos y los tributos destinados para los mismos.  Aunque se trata de entidades autónomas, se encuentran sujetos a la legislación nacional y las principales leyes que los rigen desde 1985 son:
| N.º | Ley                                                | Descripción |
| --- | -------------------------------------------------- | --- |
| 1   | Constitución Política de la República de Guatemala | Tiene una regulación legal específica para los municipios en los artículos 253 al 262. |
| 2   | Ley Electoral y de Partidos Políticos              | Ley de carácter constitucional aplicable a los municipios en el tema de la conformación de sus autoridades electas. |
| 3   | Código Municipal                                   | Decreto 12-2002 del Congreso de la República de Guatemala. Tiene la categoría de ley ordinaria y contiene preceptos generales aplicables a todos los municipios, e inclusive contiene legislación referente a la creación de los municipios.             |
| 4   | Ley de Servicio Municipal                          | Decreto 1-87 del Congreso de la República de Guatemala. Regula las relaciones entra la municipalidad y los servidores públicos en materia laboral. Tiene su base constitucional en el artículo 262 de la constitución que ordena la emisión de la misma. |
| 5   | Ley General de Descentralización                   | Decreto 14-2002 del Congreso de la República de Guatemala. Regula el deber constitucional del Estado, y por ende del municipio, de promover y aplicar la descentralización y desconcentración económica y administrativa.                                |

El gobierno de los municipios está a cargo de un Concejo Municipal mientras que el código municipal —ley ordinaria que contiene disposiciones que se aplican a todos los municipios— establece que «el concejo municipal es el órgano colegiado superior de deliberación y de decisión de los asuntos municipales […] y tiene su sede en la circunscripción de la cabecera municipal»; el artículo 33 del mencionado código establece que «[le] corresponde con exclusividad al concejo municipal el ejercicio del gobierno del municipio».
El concejo municipal se integra con el alcalde, los síndicos y concejales, electos directamente por sufragio universal y secreto para un período de cuatro años, pudiendo ser reelectos.
Existen también las Alcaldías Auxiliares, los Comités Comunitarios de Desarrollo (COCODE), el Comité Municipal del Desarrollo (COMUDE), las asociaciones culturales y las comisiones de trabajo. Los alcaldes auxiliares son elegidos por las comunidades de acuerdo a sus principios y tradiciones, y se reúnen con el alcalde municipal el primer domingo de cada mes, mientras que los Comités Comunitarios de Desarrollo y el Comité Municipal de Desarrollo organizan y facilitan la participación de las comunidades priorizando necesidades y problemas.
Los alcaldes que ha habido en el municipio son:
- 2012-2016: Délmar Bosbelí Gálvez[13]

## Historia
Los primeros pobladores que habitaron el municipio llegaron de otros lugares del departamento de Huehuetenango y eran del pueblo mam.CCEE, s.f. Llegaron alrededor del año 1425 y se extendieron en todo la región desde ese año hasta 1475.CCEE, s.f. Se extendieron por todo el río Cuilco y el río Seleguá y crearon fortalezas para defenderse. Cuando los españoles fueron llegaron a sus territorios, el guerrero Caibil Balam reclutó una gran variedad de hombres, entre ellos de Cuilco, para pelear en Zaculeu.
El poblado posiblemente fue fundado en el año 1549 con el nombre de «San Andrés Cuilco» cuando los conquistadores españoles dividieron los territorios de cada grupo indígena. Algunos aseguran que esa fue la fecha de fundación ya que pocos años después, en 1581, los líderes tenían en su mando los poblados de Tacaná, Tectitán, Amatenango, San Pedro Necta, San Ildefonso Ixtahuacán, Santiago Chimaltenango y Colotenango.[cita requerida]

### Doctrina mercedaria
En 1565 se creó la provincia mercedaria de la Presentación de Guatemala; originalmente, la orden mercedaria había obtenido del obispo Francisco Marroquín varios curatos en el valle de Sacatepéquez y Chimaltenango, pero los cambiaron con los dominicos por el área de la sierra de los Cuchumatanes. Durante la primera parte del siglo XVII tenían a su cargo la evangelización de algunos pueblos alrededor de la ciudad de Santiago de los Caballeros de Guatemala, que con el paso del tiempo pasaron a formar parte de la ciudad; dichos pueblos fueron Espíritu Santo, Santiago, San Jerónimo y San Anton —que funcionaba como la cabecera de su encomienda y vicaría y en donde estaba el convento que tenían los mercedarios y que asistía el comendador, cura y coadjutor de la orden.
La corona española se enfocó en la catequización de los indígenas. Las congregaciones fundadas por los misioneros reales en el Nuevo Mundo fueron llamadas «doctrinas de indios» o simplemente «doctrinas». Originalmente, los frailes tenían únicamente una misión temporal: enseñarle la fe católica a los indígenas, para luego dar paso a parroquias seculares como las establecidas en España; con este fin, los frailes debían haber enseñado los evangelios y el idioma español a los nativos. Ya cuando los indígenas estuvieran catequizados y hablaran español, podrían empezar a vivir en parroquias y a contribuir con el diezmo, como hacían los peninsulares..
Pero este plan nunca se llevó a cabo, principalmente porque la corona perdió el control de las órdenes regulares tan pronto como los miembros de éstas se embarcaron para América. Protegidos por sus privilegios apostólicos para ayudar a la conversión de los indígenas, los misionares solamente atendieron a la autoridad de sus priores y provinciales, y no a la de las autoridades españolas ni a las de los obispos. Los provinciales de las órdenes, a su vez, únicamente rendían cuentas a los líderes de su orden y no a la corona. Una vez habían establecido una doctrina, protegían sus intereses en ella, incluso en contra de los intereses del rey y de esta forma las doctrinas pasaron a ser pueblos de indios que se quedaron establecidos para todo el resto de la colonia.
Las doctrinas tenían tres características principales:
1. eran independientes de controles externos (tanto civiles como eclesiásticos)
2. eran administradas por un grupo de frailes
3. tenían un número relativamente grande de anexos.[16]

La administración colectiva por parte del grupo de frailes eran la característica más importante de las doctrinas ya que garantizaba la continuación del sistema de la comunidad en caso falleciese uno de los dirigentes.
Según la relación del obispo Juan de las Cabezas en 1613 y las actas de visita pastoral del arzobispo Pedro Cortés y Larraz en 1770, los mercedarios llegaron a tener a su cargo nueve doctrinas, y sus muchos anexos, que eran: Santa Ana de Malacatán, Concepción de Huehuetenango, San Pedro de Solomá, Nuestra Señora de la Purificación de Jacaltenango, Nuestra Señora de la Candelaria de Chiantla, San Andrés de Cuilco, Santiago de Tejutla, San Pedro de Sacatepéquez, y San Juan de Ostuncalco.
El cronista criollo Francisco Antonio de Fuentes y Guzmán mencionó en su obra Recordación Florida en 1690 que el municipio era conocido con el nombre de «San Andrés Cuilco» y que sus habitantes cosechaban todo tipo de semillas y también caña de azúcar. También menciona que estaba ubicado en un lugar arqueológico.
Cuando el arzobispo Pedro Cortés y Larraz visitó su arquidiócesis guatemalteca en los años 1768 a 1770 mencionó que el curato estaba integrado por: Santa María Magdalena Tectitián, Nuestra Señora de la Asunción Tacaná, Santiago Amatenango, San Martín Mazapa y San Francisco Motocintla. En la época colonial el municipio formó parte del corregimiento de Totonicapán.[cita requerida]

### Tras la Independencia de Centroamérica
El Estado de Guatemala fue definido de la siguiente forma por la Asamblea Constituyente de dicho estado que emitió la constitución del mismo el 11 de octubre de 1825: «el estado conservará la denominación de Estado de Guatemala y lo forman los pueblos de Guatemala, reunidos en un solo cuerpo.  El estado de Guatemala es soberano, independiente y libre en su gobierno y administración interior.»
Cuilco fue uno de los municipios originales del Estado de Guatemala en 1825; era parte del departamento de Totonicapán/Huehuetenango, cuya cabecera era Totonicapam e incluía a Momostenango, Nebaj, Huehuetenango, Malacatán, Soloma, Jacaltenango, y Cuilco.
La constitución del Estado de Guatemala dividió al territorio en once distritos para la impartición de justicia por medio del método de juicios de jurados el 11 de octubre de 1825; Cuilco fue designado como sede de un circuito dentro del distrito N.º10 (Quetzaltenango), circuito al que pertenecían también Tutuapa, Canival, Tectitán, Tacaná, Sivinal, Chiquigüil, Amatenango, Masapa y Motosinta.

### El efímero Estado de Los Altos

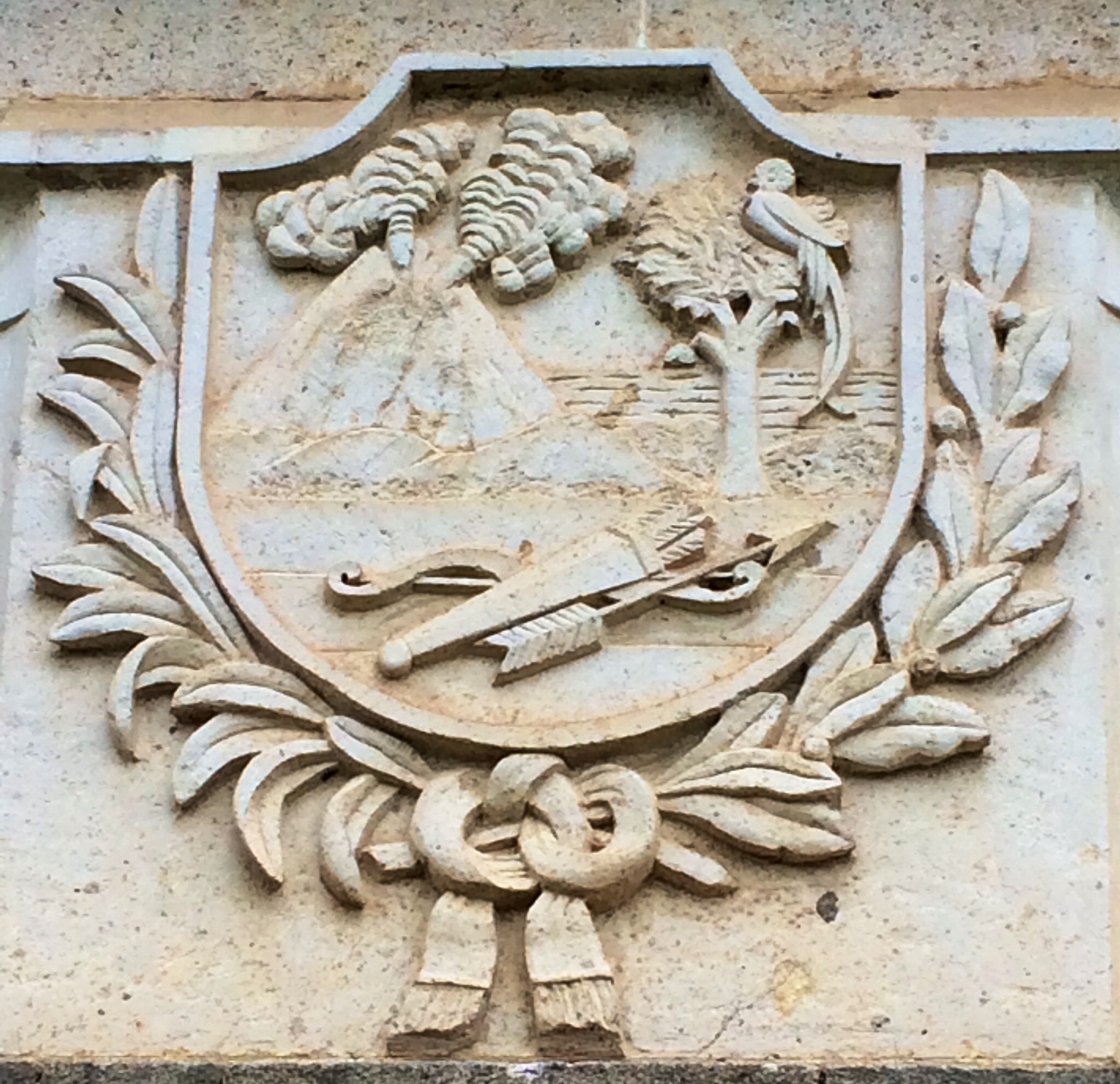
Escudo del Estado de los Altos

A partir del 3 de abril de 1838, Cuilco fue parte de la región que formó el efímero Estado de Los Altos y que forzó a que el Estado de Guatemala se reorganizara en siete departamentos y dos distritos independientes el 12 de septiembre de 1839:
- Departamentos: Chimaltenango, Chiquimula, Escuintla, Guatemala, Mita, Sacatepéquez, y Verapaz
- Distritos: Izabal y Petén[4]

La región occidental de la actual Guatemala había mostrado intenciones de obtener mayor autonomía con respecto a las autoridades de la ciudad de Guatemala desde la época colonial, pues los criollos de la localidad consideraban que los criollos capitalinos que tenían el monopolio comercial con España no les daban un trato justo.  Pero este intento de secesión fue aplastado por el general Rafael Carrera, quien reintegró al Estado de Los Altos al Estado de Guatemala en 1840.

### Comisión de Límites con México

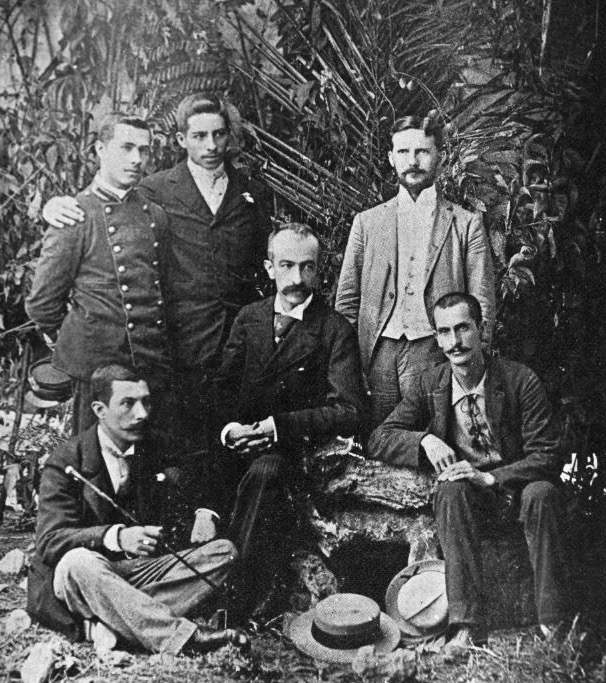
Comisión de ingenieros de Guatemala en el proyecto de la delimitación de límites con México.

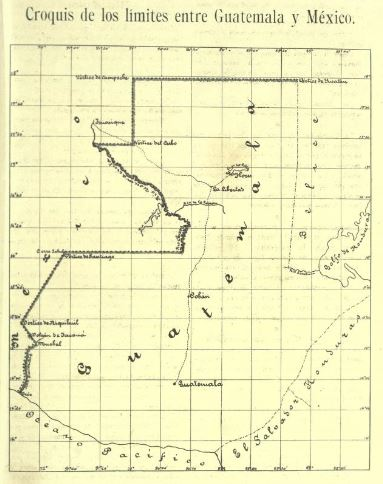
Croquis de los límites de Guatemala y México luego de que la comisión de límites concluyera los trabajos topográficos en 1896.

El poblado de San Andrés Cuilco fue la ciudad más importante del distrito de Cuilco que se extendía al moderno territorio de México, pero que  se desintegró cuando se establecieron los límites de Guatemala y México en 1898.  Estos límites se colocaron luego de una ardua labor que llevó varias décadas; todo se inició cuando en virtud del convenio celebrado en la capital de México el 7 de diciembre de 1877 por los representantes de ambos países, fueron nombradas dos comisiones de ingenieros, una por cada nación para que reconocieran la frontera y levantaran un plano que sirviera para las negociaciones entre los dos países; aunque sólo se hizo un mapa de la frontera comprendida entre las faldas del volcán Tacaná y el océano Pacífico, se celebró la reunión del presidente Justo Rufino Barrios y Matías Romero, representante mexicano, en Nueva York el 12 de agosto de 1882, en la que se sentaron las bases para un convenio sobre límites, en las cuales hizo constar que Guatemala prescindía de los derechos que le asistieran sobre Chiapas y Soconusco y se fijaron los límites definitivos.  En noviembre de 1883, se dio principio al trazado de la frontera y al levantamiento del plano topográfico de sus inmediaciones, siendo jefe de la comisión guatemalteca el astrónomo Miles Rock, y sus colaboradores Edwin Rockstroh, Felipe Rodríguez, Manuel Barrera y Claudio Urrutia. En el primer año de trabajo se llegó únicamente al cerro Ixbul, y en el siguiente se buscó llegar al Río Usumacinta o al Río Chixoy, pero fue en extremo difícil debido a que no había caminos en el área.  
En su informe al Gobierno de la República de Guatemala en 1900, el ingeniero Claudio Urrutia indicó que: «[...] el tratado fue fatal para Guatemala. En todo con lo que la cuestión de límites se relacionó durante aquella época, existe algo oculto que nadie ha podido descubrir, y que obligó a las personas que tomaron parte en ello por Guatemala a proceder festinadamente o como si obligados por una presión poderosa, trataron los asuntos con ideas ajenas o de una manera inconsciente». Y luego continúa: «Guatemala perdió por una parte cerca de 15.000 km y ganó por otra, cosa de 5,140 km. Resultado: Una pérdida de 10,300 km. Guatemala perdió catorce pueblos, diecinueve aldeas y cincuenta y cuatro rancherías, con más de 15,000 guatemaltecos, mientras que México perdió un pueblo y veintiocho rancherías con 2500 habitantes: júzguese la equidad en las compensaciones».
Todos los ejemplares de la Memoria sobre la Cuestión de Límites fueron recogidos por órdenes del presidente Manuel Estrada Cabrera poco después de haberse repartido; y de acuerdo a la historiadora Solís Castañeda, lo mismo ocurrió con la segunda edición -1964- y con el libro Grandezas y Miserias de la Vida Diplomática, los cuales fueron decomisado en 1968 por instrucciones del Ministerio de Relaciones Exteriores del gobierno del licenciado Julio César Méndez Montenegro.